# Crown the Empire
I Crown the Empire sono un gruppo musicale statunitense formatosi a Dallas, in Texas, nel 2010.
Secondo AllMusic, la loro musica fonde atmosfere elettroniche e sinfoniche con la "catarsi" del metal, creando un sound drammatico e cupo che li differenzia dagli altri artisti contemporanei.

## Formazione

### Formazione attuale
- Andrew "Leo" Velasquez – voce melodica, voce death (2010-presente); tastiera (2012-presente)
- Brandon Hoover – chitarra solista (2010-2011, 2014-presente); chitarra ritmica (2011-2015, 2017-presente); cori (2010-presente); voce melodica (2017-presente)
- Hayden Tree – basso (2011-presente); cori (2010-2011, 2015-presente); voce death (2010-2011, 2011-2012, 2017-presente); chitarra solista (2010-2011)
- Jeeves Avalos – batteria, percussioni (2022-presente)

### Ex componenti
- Brent Taddie – batteria, percussioni (2011-2022)
- David Escamilla – voce death, voce melodica (2012-2017); chitarra ritmica (2014-2017)
- Bennett "Suede" Vogelman – chitarra solista, cori (2011-2015)
- Austin Duncan – tastiera (2010-2012)
- Zac Johnson – voce death (2010-2011), basso (2011)
- Alex Massey – batteria, percussioni (2010-2011)
- Brandon Shroyer – basso (2010-2011)
- Devin Detar – basso (2010)

## Discografia

### Album in studio
- 2012 – The Fallout
- 2014 – The Resistance: Rise of the Runaways
- 2016 – Retrograde
- 2019 – Sudden Sky
- 2023 – Dogma

### EP
- 2011 – Limitless